# ミス・ユニバース2013
ミス・ユニバース2013（Miss Universe 2013、第62回ミス・ユニバース世界大会）は2013年11月9日にロシアのモスクワ郊外クラスノゴルスクのクロッカス・シティ・ホールで開催された。最後にミス・ベネズエラのガブリエラ・イスレルが優勝し、アメリカ合衆国のオリビア・カルポから後継者として栄冠を授けられた。86か国の代表たちが栄冠を目指して競った。日本からは松尾幸実が出場した。

## 最終結果

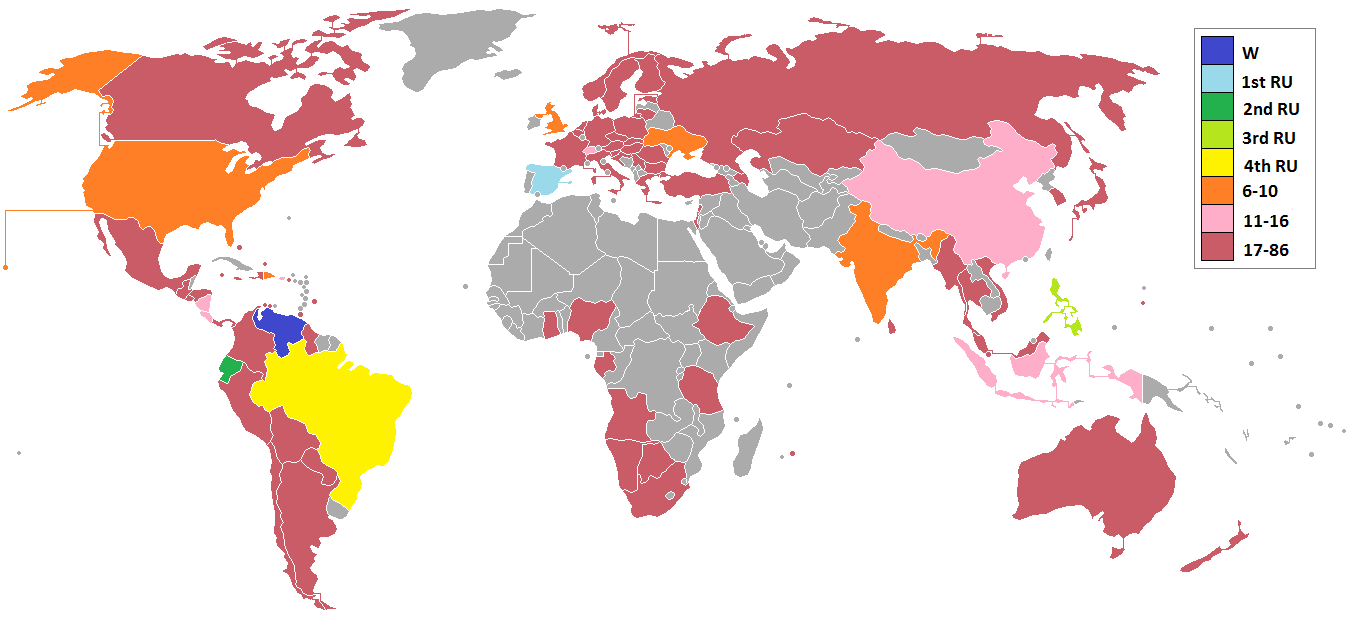
ミス・ユニバース2013の参加国・地域と最終結果

クロッカス・シティ・ホール、ミス・ユニバース2013の会場

### 入賞者
| 最終結果             | 参加者 |
| -------------------- | --- |
| ミス・ユニバース2013 | - ベネズエラ – ガブリエラ・イスレル（Gabriela Isler） |
| 第2位                | - スペイン – パトリシア・ユレナ・ロドリゲス（Patricia Yurena Rodríguez） |
| 第3位                | - エクアドル – コンスタンザ・バエズ（Constanza Báez） |
| 第4位                | - フィリピン – アリエラ・アリダ（Ariella Arida） |
| 第5位                | - ブラジル – ジャケリーニ・オリヴェイラ（Jakelyne Oliveira） |
| トップ10             | - ドミニカ共和国 – ヤリツァ・レイエス - イギリス – エイミー・ウィラートン - インド – マナシ・モゲ - ウクライナ – オルガ・ストロジェンコ - アメリカ合衆国 – エリン・ブレイディ                                           |
| トップ16             | - 中国 – 靳燁（ジン・イエ） - コスタリカ – ファビアナ・グラナドス - インドネシア – フランダリー・ハーマン - ニカラグア – ナスターシャ・ボリヴァル - プエルトリコ – モニク・ペレス - スイス – ドミニク・リンデルクネヒト |

### 特別賞
- ミス・コンジニアリティ - 靳燁（ジン・イエ）（ 中国）
- ベスト・ナショナル・コスチューム - ナスターシャ・ボリヴァル（ ニカラグア）
- ミス・フォトジェニック - パウリナ・クルピンスカ（ ポーランド）
- インターネット投票 - アリエラ・アリダ（ フィリピン）

## 同性愛をめぐる議論
2013年8月15日、同性愛者であることを公表していたアンディ・コーエンはロシアがその直前に反同性愛法を採択したため、大会の共同司会を拒絶した。
インターネットではミス・ユニバース機構に対して、人権への懸念ばかりでなくこの法律のため、大会をモスクワから移すように請願する動きも始まった。
MSNBCのアンカーであったトーマス・ロバーツも同性愛を公表していたが、司会の仕事を引き受けた。彼は反同性愛法についてロシアを非難した一方で、自分がボイコットするよりもロシアで仕事をする方がロシア人の同性愛嫌悪に対して効果的なメッセージになるだろうという信念を述べた。
大会から数年後の2016年の大統領選挙で、当時オーナーだったドナルド・トランプはロシアでの大会に関連する論争に巻き込まれた。

## ノート
1. ↑  この大会は当時のモスクワ時間（UTC+4）で午後10時から世界中の様々のテレビ局で生中継された。アメリカ合衆国では、プライムタイムに合わせて録画放送された。